# Neuenbrunslar
Neuenbrunslar ist einer von 16 Stadtteilen der Stadt Felsberg im nordhessischen Schwalm-Eder-Kreis. Das Dorf liegt 6 km nördlich des Hauptortes an der Eder. Durch den Ort verläuft die Landesstraße 3426.

## Geschichte

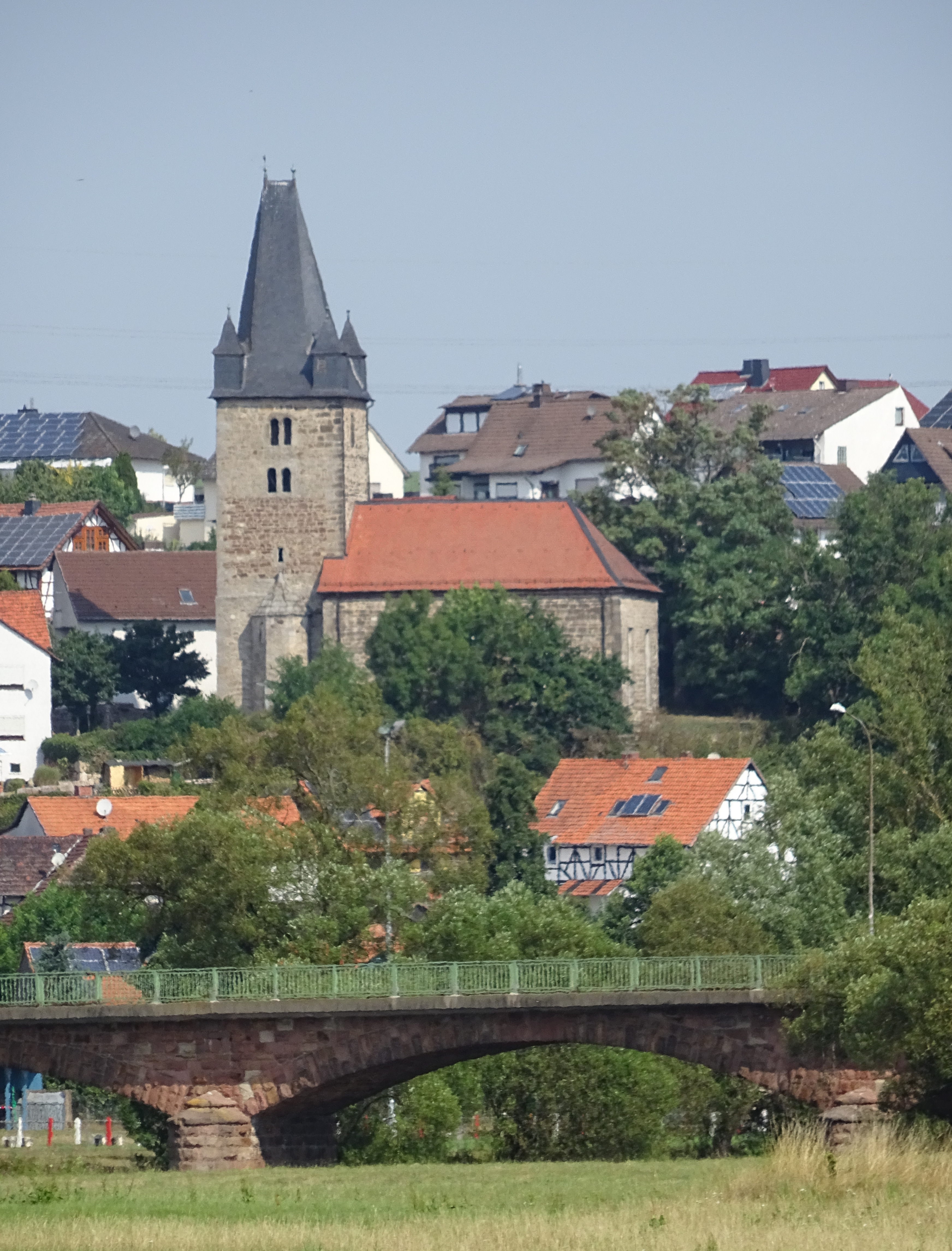
Kirche in Ortskern über Ederbrücke

Die älteste bekannte Erwähnung von Brunslar erfolgte im Jahr 1154 unter dem Namen „Bruneslar“ in einer Urkunde des Klosters Breitenau. Der Ort Neuenbrunslar ist unter dem Namen „Nuwenbrunslar“ erstmals 1410 im Güterregister derer von Hertingshausen nachgewiesen. In historischen Dokumenten ist der Ort unter folgenden Ortsnamen belegt (in Klammern das Jahr der Erwähnung):
- Brunslar (= Altenbrunslar oder Neuenbrunslar): Bruneslar (1154), Brunsla (1314), Brunslare (1320);
- Neuenbrunslar: Brunslar (1154, 1314, 1334 und später oft), Grozenbrunslar (1333), villa major Brunslar (1336), Nuwenbrunslar (1410).

Die erhöht gelegene ursprüngliche Wehrkirche stammt aus dem 13. Jahrhundert.
Im Zuge der Gebietsreform in Hessen fusionierten zum 1. Februar 1971 die Gemeinden Neuenbrunslar und Altenbrunslar freiwillig zur Gemeinde Brunslar. Am 31. Dezember 1971 schloss sich die Gemeinde Wolfershausen der Gemeinde Brunslar an. Zum 1. Januar 1974 wurde die Gemeinde Brunslar mit den Gemeinden Gensungen, Helmshausen, Hilgershausen und Rhünda sowie der Stadt Felsberg zur erweiterten Stadt Felsberg zusammengeschlossen.
Für alle eingegliederten ehemals eigenständigen Gemeinden von Felsberg wurden Ortsbezirke  mit Ortsbeirat und Ortsvorsteher nach der Hessischen Gemeindeordnung gebildet.

## Bevölkerung
Einwohnerstruktur 2011
Nach den Erhebungen des Zensus 2011 lebten am Stichtag, dem 9. Mai 2011, in Neuenbrunslar 876 Einwohner. Darunter waren 12 (1,4 %) Ausländer. Nach dem Lebensalter waren 129 Einwohner unter 18 Jahren, 342 zwischen 18 und 49, 216 zwischen 50 und 64 und 192 Einwohner waren älter. Die Einwohner lebten in 396 Haushalten. Davon waren 123 Singlehaushalte, 135 Paare ohne Kinder und 106 Paare mit Kindern, sowie 30 Alleinerziehende und 6 Wohngemeinschaften. In 99 Haushalten lebten ausschließlich Senioren und in 261 Haushaltungen lebten keine Senioren.
Einwohnerentwicklung
 Quelle: Historisches Ortslexikon
- 1555: 30 zinsbare Häuser
- 1585: 40 Haushaltungen
- 1747: 41 Haushaltungen

| Neuenbrunslar: Einwohnerzahlen von 1834 bis 2020 | Neuenbrunslar: Einwohnerzahlen von 1834 bis 2020 | Neuenbrunslar: Einwohnerzahlen von 1834 bis 2020 | Neuenbrunslar: Einwohnerzahlen von 1834 bis 2020 | Neuenbrunslar: Einwohnerzahlen von 1834 bis 2020 |
| --- | ------------------------------------------------ | ------------------------------------------------ | ------------------------------------------------ | ------------------------------------------------ |
| Jahr |                                                  |                                                  |                                                  | Einwohner                                        |
| 1834 | 1834                                             |                                                  | 354                                              | 354                                              |
| 1840 | 1840                                             |                                                  | 393                                              | 393                                              |
| 1846 | 1846                                             |                                                  | 394                                              | 394                                              |
| 1852 | 1852                                             |                                                  | 415                                              | 415                                              |
| 1858 | 1858                                             |                                                  | 402                                              | 402                                              |
| 1864 | 1864                                             |                                                  | 386                                              | 386                                              |
| 1871 | 1871                                             |                                                  | 350                                              | 350                                              |
| 1875 | 1875                                             |                                                  | 350                                              | 350                                              |
| 1885 | 1885                                             |                                                  | 359                                              | 359                                              |
| 1895 | 1895                                             |                                                  | 369                                              | 369                                              |
| 1905 | 1905                                             |                                                  | 390                                              | 390                                              |
| 1910 | 1910                                             |                                                  | 429                                              | 429                                              |
| 1925 | 1925                                             |                                                  | 520                                              | 520                                              |
| 1939 | 1939                                             |                                                  | 560                                              | 560                                              |
| 1946 | 1946                                             |                                                  | 909                                              | 909                                              |
| 1950 | 1950                                             |                                                  | 886                                              | 886                                              |
| 1956 | 1956                                             |                                                  | 794                                              | 794                                              |
| 1961 | 1961                                             |                                                  | 767                                              | 767                                              |
| 1967 | 1967                                             |                                                  | 879                                              | 879                                              |
| 1980 | 1980                                             |                                                  | ?                                                | ?                                                |
| 1990 | 1990                                             |                                                  | ?                                                | ?                                                |
| 2000 | 2000                                             |                                                  | ?                                                | ?                                                |
| 2007 | 2007                                             |                                                  | 888                                              | 888                                              |
| 2011 | 2011                                             |                                                  | 878                                              | 878                                              |
| 2014 | 2014                                             |                                                  | 864                                              | 864                                              |
| 2020 | 2020                                             |                                                  | 919                                              | 919                                              |
| Datenquelle: Historisches Gemeindeverzeichnis für Hessen: Die Bevölkerung der Gemeinden 1834 bis 1967. Wiesbaden: Hessisches Statistisches Landesamt, 1968. Weitere Quellen: Stadt Felsberg:; Zensus 2011 |                                                  |                                                  |                                                  |                                                  |

Historische Religionszugehörigkeit
| • 1885: | 359 evangelische (= 100 %) Einwohner                                |
| • 1961: | 623 evangelische (= 81,23 %), 106 katholische (= 12,80 %) Einwohner |

## Politik
Für Neuenbrunslar besteht ein Ortsbezirk (Gebiete der ehemaligen Gemeinde Neuenbrunslar) mit Ortsbeirat und Ortsvorsteher nach der Hessischen Gemeindeordnung.
Der Ortsbeirat besteht aus drei Mitgliedern. Bei den Kommunalwahlen in Hessen 2021 betrug die Wahlbeteiligung zum Ortsbeirat 63,72 %. Alle Kandidaten gehörten der „Gemeinschaftsliste Neuenbrunslar“ an. Der Ortsbeirat wählte Kirsten Konhäuser zur Ortsvorsteherin.